# Zameen
Zameen – bollywoodzki thriller z 2003 roku nawiązujący do porwania indyjskiego samolotu IC-814. W rolach głównych Ajay Devgan, Abhishek Bachchan, Bipasha Basu. Reżyseria – Rohit Shetty – autor komedii Sunday i Szalona przyjaźń.
Film zdominowało kilka motywów. Patriotyzm indyjski. 62 lata niepodległości to tak niewiele, że ideę miłości do matki Indii buduje niejeden film. Czasem w oparciu o wrogość do sąsiada. 1947, 1965, 1971 – trzy wojny z Pakistanem. Plus walki o Kargil. W tym filmie grany przez Ajaya Devgana główny bohater żałuje, że Indie nie poszły na całego w walce o Kaszmir, że dziś terroryści przenoszą Kaszmir na ulice indyjskich miast atakując parlament, świątynię, hotele. Kolejny motyw obok relacji z Pakistanem, który wspiera terrorystów w Indiach to problem muzułmanów. To oni są większością w Kaszmirze walcząc o wyzwolenie go spod okupacji indyjskiej, to oni stoją za zamachami terrorystycznymi, oni też są ofiarami pogromów faszyzujących hindusów. Aby nie zaostrzać tej wrogości film optuje za jednością wszystkich wyznań. Film rozpoczyna się patetyczną piosenką wychwalającą matkę Indie, tak uświęconą "jak Biblia, Gita i Koran". Postaciom złych muzułmańskich porywaczy przeciwstawiono dobrego muzułmańskiego kapitana porwanego samolotu. To on jest bity za oskarżanie terrorystów, że nie żyją w zgodzie z Koranem, który za hańbę uważa uderzenie kobiety. Broni go sikh. Mimo różnicy wyznań jedność w patriotycznych uczuciach do Indii.
Ponadto w filmie motyw conradowskiego Lorda Jima – zawahanie się w chwili decydującej. Bohater zagrany przez Abhisheka Bachchana śni swoją słabość i szuka sytuacji, w której mógłby wykazując się odwagą, ryzykując życie zmazać hańbę z przeszłości. Znajduje ją u boku bohatera granego przez Ajaya Devgana.

## Obsada
- Ajay Devgan – pułkownik Ranvir Singh Ranawat
- Abhishek Bachchan – oficer policjiJaideep 'Jai' Rai
- Bipasha Basu – Nandini J. Rai
- Mukesh Tiwari – Baba Zaheer Khan
- Pankaj Dheer – kapitan Bashir Ali
- Mohan Joshi – dowódca armii
- Amrita Arora – tancerka

## Fabuła
Dowodzącemu jednostką antyterrorystyczną pułkownikowi Ranvirowi Singh Ranawat (Ajay Devgan) udaje się w Kaszmirze schwytać Babę Zaheera (Mukesh Tiwari), odpowiedzialnego za ataki terrorystyczne w Indiach. W Pakistanie zorganizowano akcję, której celem jest zdobycie zakładników, na których można będzie wymienić cennego dla separatystów kaszmirskich wojownika. Próba rozszyfrowania tej akcji doprowadza do spotkania ze sobą dwóch ludzi, którzy poznali się kiedyś w dramatycznych okolicznościach. W pułkowniku Ranvirze Singhu oficer policji Jaideep Rai (Abhishek Bachchan) rozpoznaje dowódcę, który mu kazał odejść z armii. Jai do dziś szuka sposobności do zrehabilitowania się za chwilę wahania, która kosztowała czyjeś życie. Umożliwi mu to teraz wspólna z pułkownikiem próba odbicia porwanego samolotu.

## Piosenki
- Tere Sang Ek Simple Si Coffee
- Dilli Ki Sardi
- Mere Nall
- Sarzameen Se – tytułowa piosenka
- Bas Ek Baar
- Dilli Ki Sardi – remiks
- Sarzameen Se – instrumentalny